# كريس براون (البيطري)
كريس براون (بالإنجليزية: Chris Brown)‏ بيطري أسترالي، شخصية تلفزيونية ومؤلف. نشأ براون بضواحي مدينة نيوكاسل، تخرج من جامعة سيدني بتفوق.

## روابط خارجية
- كريس براون على موقع IMDb (الإنجليزية)